# Orange (fruit)
Cette page contient des caractères spéciaux ou non latins. S’ils s’affichent mal (▯, ?, etc.), consultez la page d’aide Unicode.
Pour les articles homonymes, voir Orange.

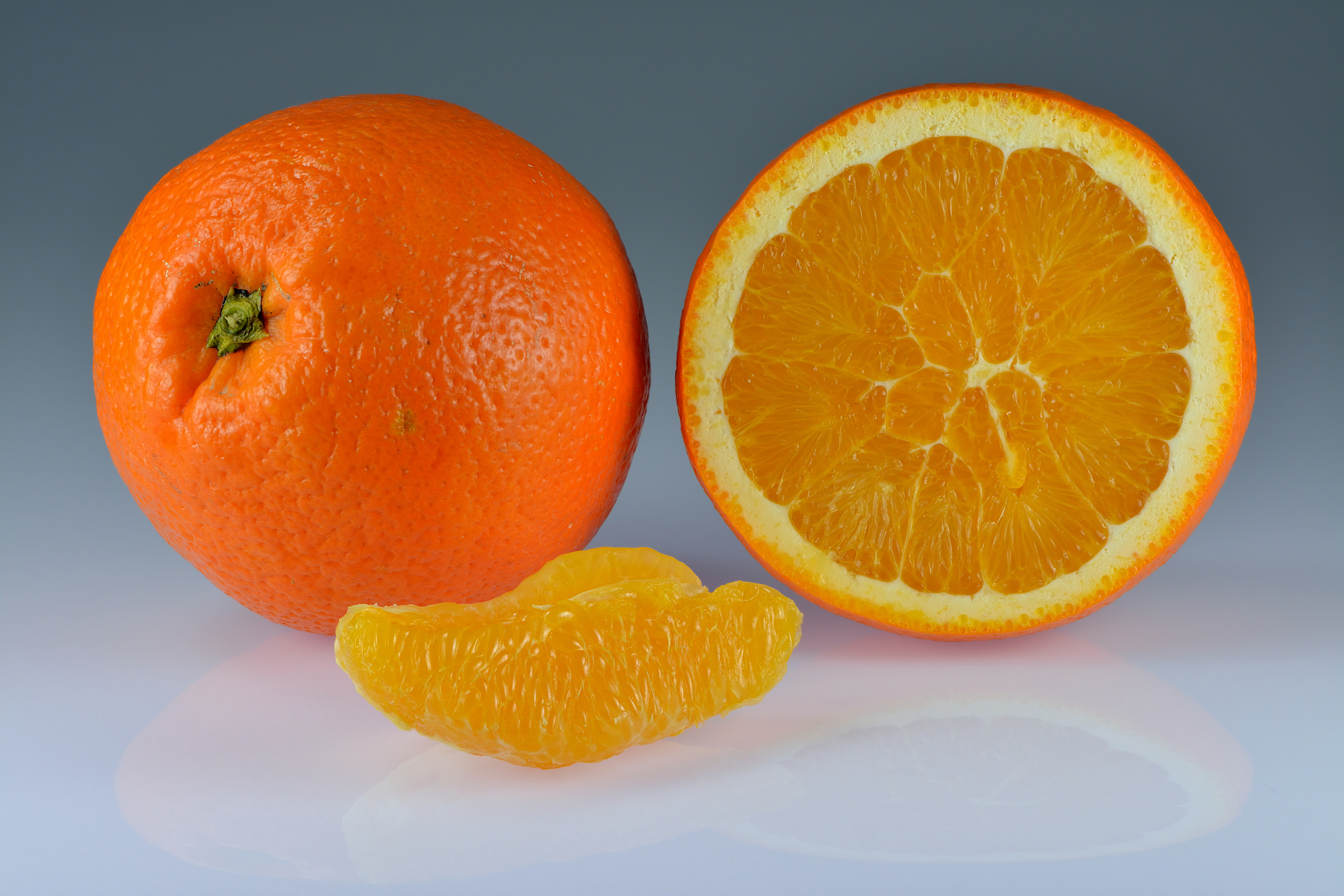
Une orange découpée.

L'orange est le fruit de deux espèces distinctes de la famille des Rutacées, d'une part l'orange douce ou simplement orange produit par l'oranger (Citrus sinensis L.), d'autre part l'orange amère produit du Bigaradier (Citrus aurantium). Comme pour tous les agrumes, il s'agit d'une forme particulière de baie appelée hespéride.

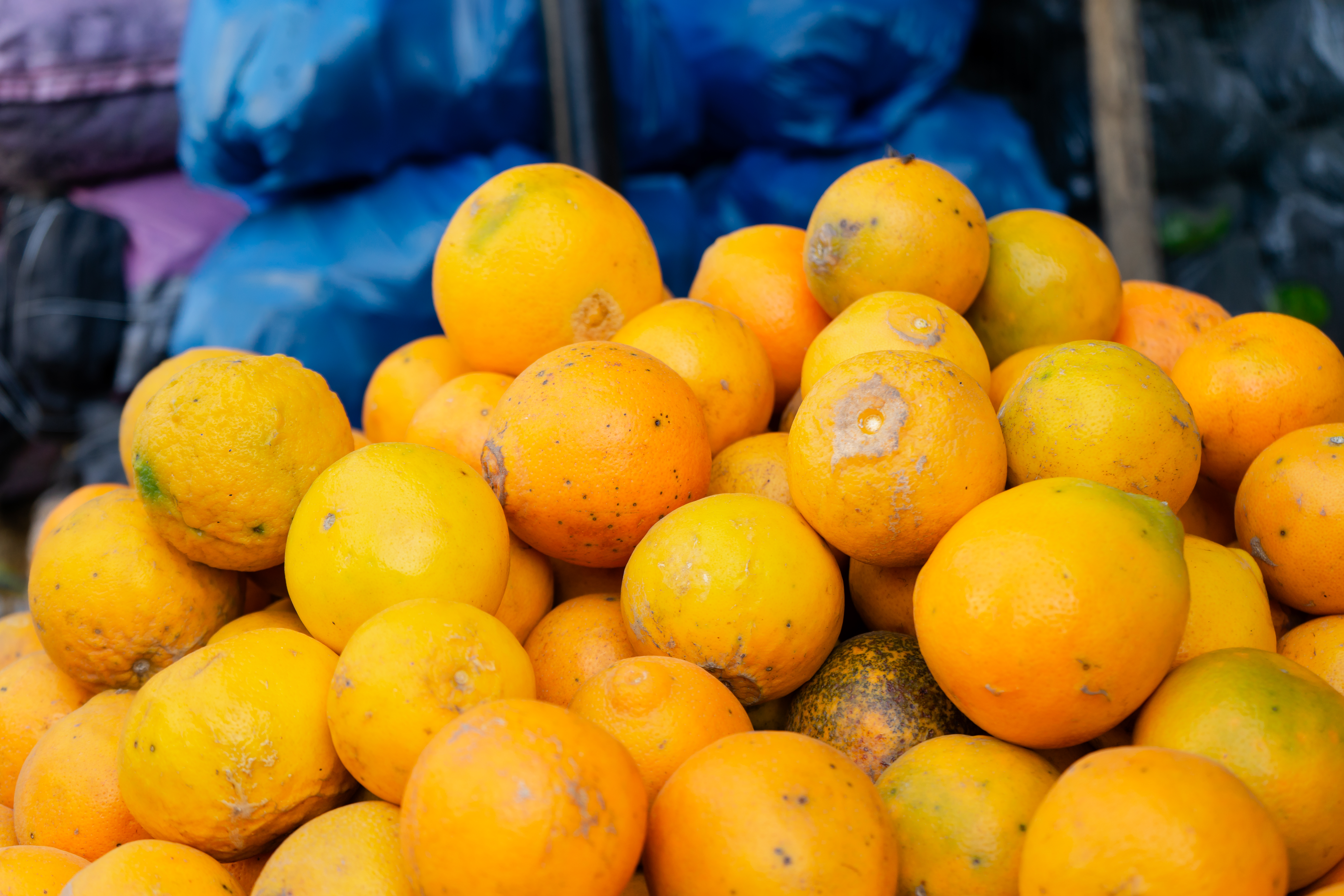
Orange du Sénégal à Diouloulou

Plante domestiquée et produit de l'hybridation de plusieurs espèces de Citrus (originaires de l'Asie du sud-est) pour devenir comestible, c'est le quatrième fruit le plus cultivé au monde, fruit juteux, sucré et réputée pour sa grande teneur en vitamine C, qui se consomme cru sans la pelure ou en salade de fruit, cuit en confiture ou marmelade, ou en jus. Il existe plusieurs variétés d’oranges, classées en quatre groupes variétaux.
L’orange a donné son nom à la couleur secondaire qui, sur le cercle chromatique, prend place entre le rouge et le jaune.

## Botanique

### Description

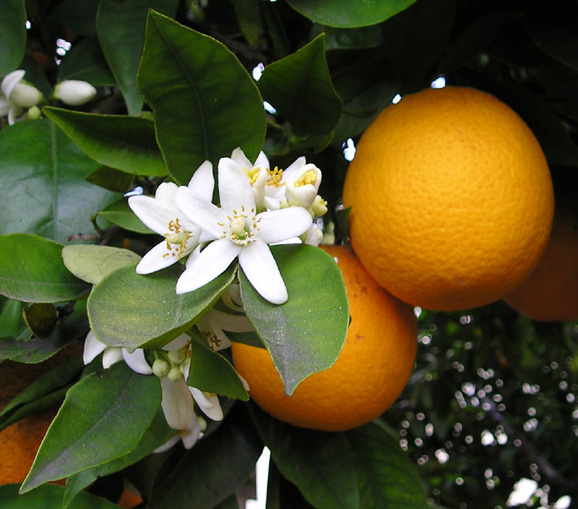
Fleurs d'oranger et oranges.

L'orange est le fruit,,, comestible, des orangers, doux (C. sinensis) ou amers (C. aurantium) de couleur jaune à rouge en passant par orange. Il s'agit, en terme botanique, d'une baie qui possède une peau épaisse et assez rugueuse.

### Typologie

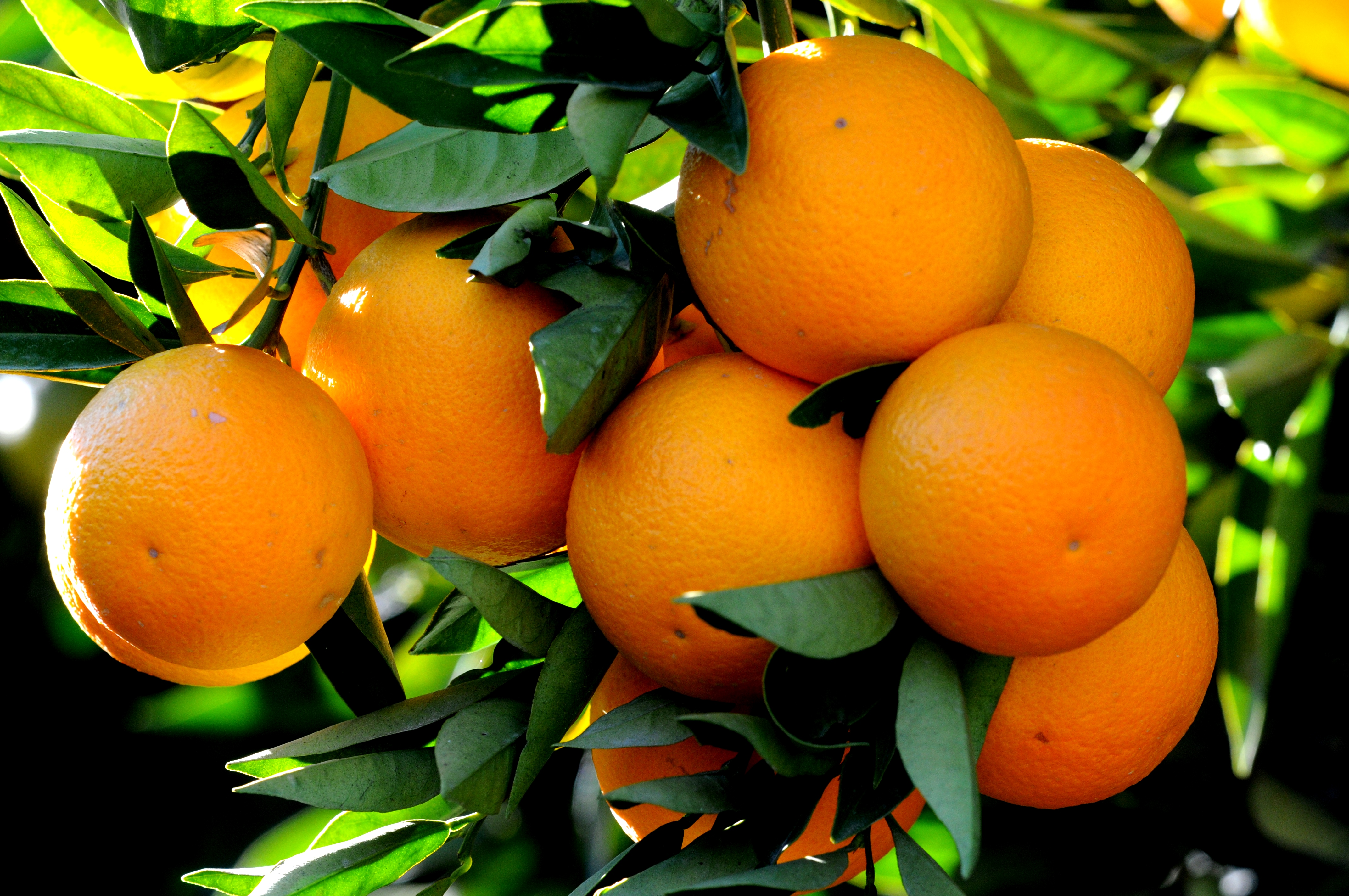
Variété locale d'orange de Kozan (Citrus sinensis var. D'Kozan).

Il existe de nombreuses variétés d'oranges parmi lesquelles on regroupe : 
- les oranges amères (Citrus aurantium): la bigarade[5] qui sont une espèce différente de l'orange douce,

les 4 groupes d'orange proprement dites:
- les oranges douces ou blondes: Valencia, Jaffa, l'une des principales variétés produites au Moyen-Orient, principalement en Israël, l'orange maltaise[7] demi sanguine et maltaise blonde, Salustiana, riche en jus (60 %) et sans pépin. Obtenue par mutation spontanée de Citrus sinensis au couvent de Benimuslen, Castellon de la Plana en Espagne, Ambersweet, Tarocco, Maltaise demi sanguine de Tunisie,
- les oranges Navel ou naveline, dont Washington Navel, Navel Late, New hall, Lane Late, Navelina[8],[9], etc.
- les oranges pigmentées ou sanguines : Tarocco, Moro, Sanguinello. Les oranges sanguines tirent leur nom de la couleur totalement ou partiellement rouge de leur pulpe. Cette coloration est due à la présence d'anthocyanes, de couleur variable selon le pH, rouges en milieu acide (comme c'est le cas dans l'orange). La synthèse démarre chez certaines espèces quand elles subissent un coup de froid.
- les oranges sans acidité.

Le nom d'orange peut également désigner des hybrides (orangelo oranger x pomelo) ou des mandarines (Orange du Cambodge ou Cam sành).

## Histoire

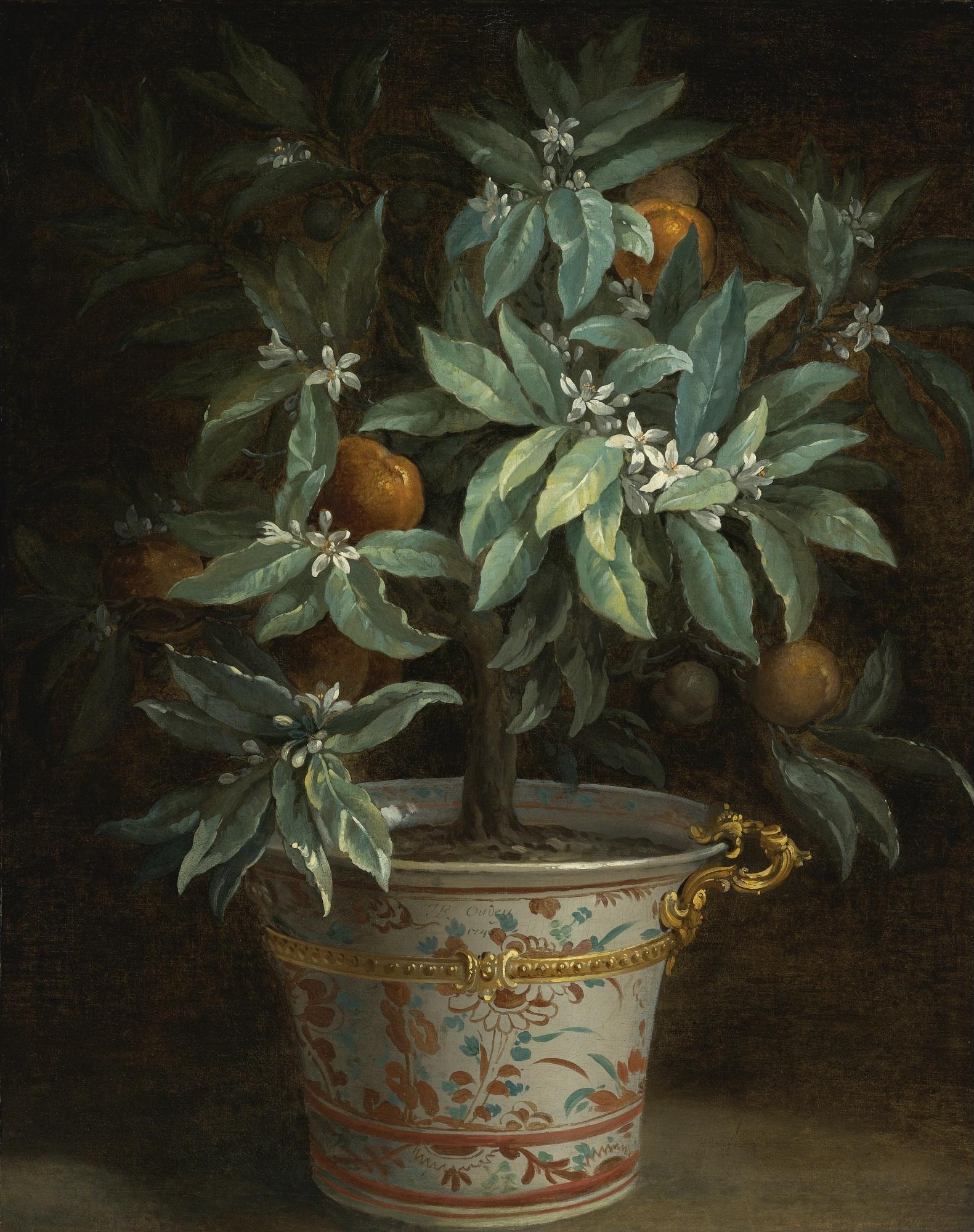
L'Oranger, par Jean-Baptiste Oudry, 1740.

La génomique a permis à une équipe de recherche chinoise de mettre en évidence l'existence d'oranges ancestrales très acides (Chine du sud) puis d'oranges modérément acides (Jincheng) qui donnent naissance aux oranges douces et aux oranges sans acidité [réf. souhaitée]. La diversité des oranges douces est importante dans les zones de domestication méditerranéenne et américaine (2021).
Dans l'Antiquité, à la différence du citron et du cédrat, les oranges sont inconnues des Grecs et des Romains ; elles ne parviennent en Europe qu'au Moyen Âge, autour de l'an 1000. On peut distinguer deux grandes routes de pénétration de ce fruit en Europe. La route méditerranéenne fut empruntée, à l'époque des croisades (XIe siècle-XIIIe siècle), par l'orange amère ou bigarade : transmis par les Perses aux Arabes, ce fruit fut implanté en Andalousie, Sicile et Pays valencien, d'où il se diffusa vers le reste de l'Europe.
À la fin du XVe siècle, les Portugais importent une orange douce provenant de Chine et qui sera connue ailleurs comme oranger du Portugal. La description de Citrus sinensis (citrus de Chine), l'oranger doux, est attribuée à Pehr Osbeck dans son Voyage en Chine (1771) mais ce sont Jonas Dryander et Joseph Banks (1797) qui nomment Citrus Aurantium ß. sinensis. Elle est longtemps synonyme de la bigarade par exemple chez Risso (1818) 'Bigaradier chinois' qui nomme 'Chinois' les C. myrtifolia. En 1765, l'Encyclopédie, article Oranger distingue «L'orange aigre ou bigarade, l'orange douce ou de Portugal (nommée orange de Chine dans ce pays), l'oranger tortu, l'orange étoilée; l'orange à écorce douce, l'oranger de la Chine». En 1803, Le Nouveau dictionnaire d'histoire naturelle donne l'Inde comme origine de l'oranger dont il note la confusion des 54 variétés citées.
On doit à Alphonse de Candolle (1883) une première synthèse sur les origines de l'orange douce, selon lui originaire de Chine et Cochinchine. Elle serait déjà cultivée en Europe dès le XIVe siècle (Espagne, Italie) et l'orange introduite par le Portugais depuis la Chine ne serait qu'un cultivar spécialement sucré.
Jusqu'à la première moitié du XXe siècle, l'orange était un fruit de luxe, et souvent offert comme cadeau de Noël et de la Saint-Nicolas (Belgique et Pays-Bas) aux enfants,. Sa culture en bac a longtemps été un symbole de pouvoir pour les aristocrates qui lui dédiaient des bâtiments spécialisés : les orangeries.

## Étymologie
Le substantif féminin,,, orange (prononcé [ɔʀɑ̃:ʒ]) est un emprunt, par l'intermédiaire de l'italien arancio, à l'arabe nārang(a),, lui-même emprunté au persan narang,, de même sens. Ce mot persan est emprunté au mot sanscrit naranga qui apparait vers l'an 100 dans le traité de médecine hindoue Charaka Samhita, le mot nar y signifiant “parfum”.
D'après le Trésor de la langue française informatisé, la plus ancienne occurrence de orange est l'anglo-normand pume orenge qui se trouve dans les Commentaires sur le Cantique des Cantiques d'Alexandre Neckam, datés de vers 1200 ; l'ancien français pomme d'orenge est attesté dans la Chirurgie d'Henri de Mondeville, datée de 1314 ; puis orenge seul, par ellipse de pomme, est attesté dans le Ménagier de Paris, daté de vers 1393. L'ancien français pomme d'orenge serait un calque de l'ancien italien melarancio, -a.
L'arabe nārang(a) est également à l'origine de naranja en castillan et en espagnol ou encore aràngi en provençal. Pendant longtemps ces fruits remontèrent le Rhône jusqu'à la ville d'Orange, du latin Arausio qui a donné Ouranjo en provençal et Orange en français. Puis elles furent distribuées à partir du port fluvial de cette ville, d'où leur nom de pomme d'Orange, puis d'orange, peut-être aussi par amalgame d'Orange et d'arange.

## Phylogénie

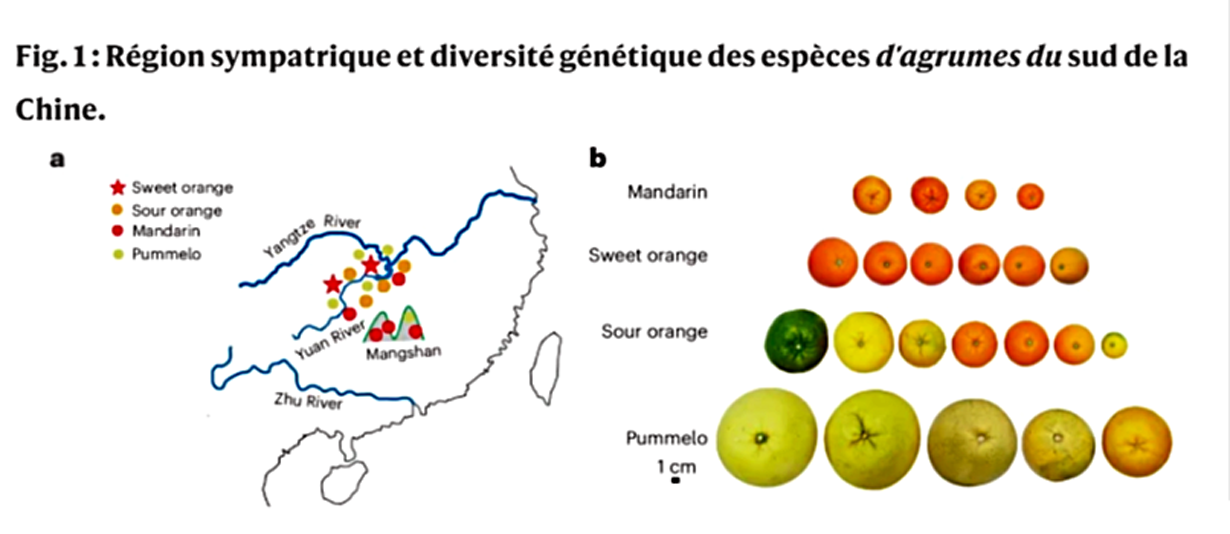
Géographique et phénotypes des oranges douces, bigarades, mandarines et pamplemousses dans la région sympatrique chinoise.

Les travaux académiques chinois à partir du séquençage des télomères de populations significatives d'orangers et de mandariniers (Hunan, 2025) permettent de connaitre et la région d'origine de l'orange douce et sa phylogénie. L'aire géographique sympatrique des 35 oranges douces, 99 bigarades, 11 mandarines et 16 pamplemousses analysés suit le cours inférieur du fleuve Yuan, la mandarine provenant aussi du district proche de Mangshan (邙山区 (Mángshān Qū).

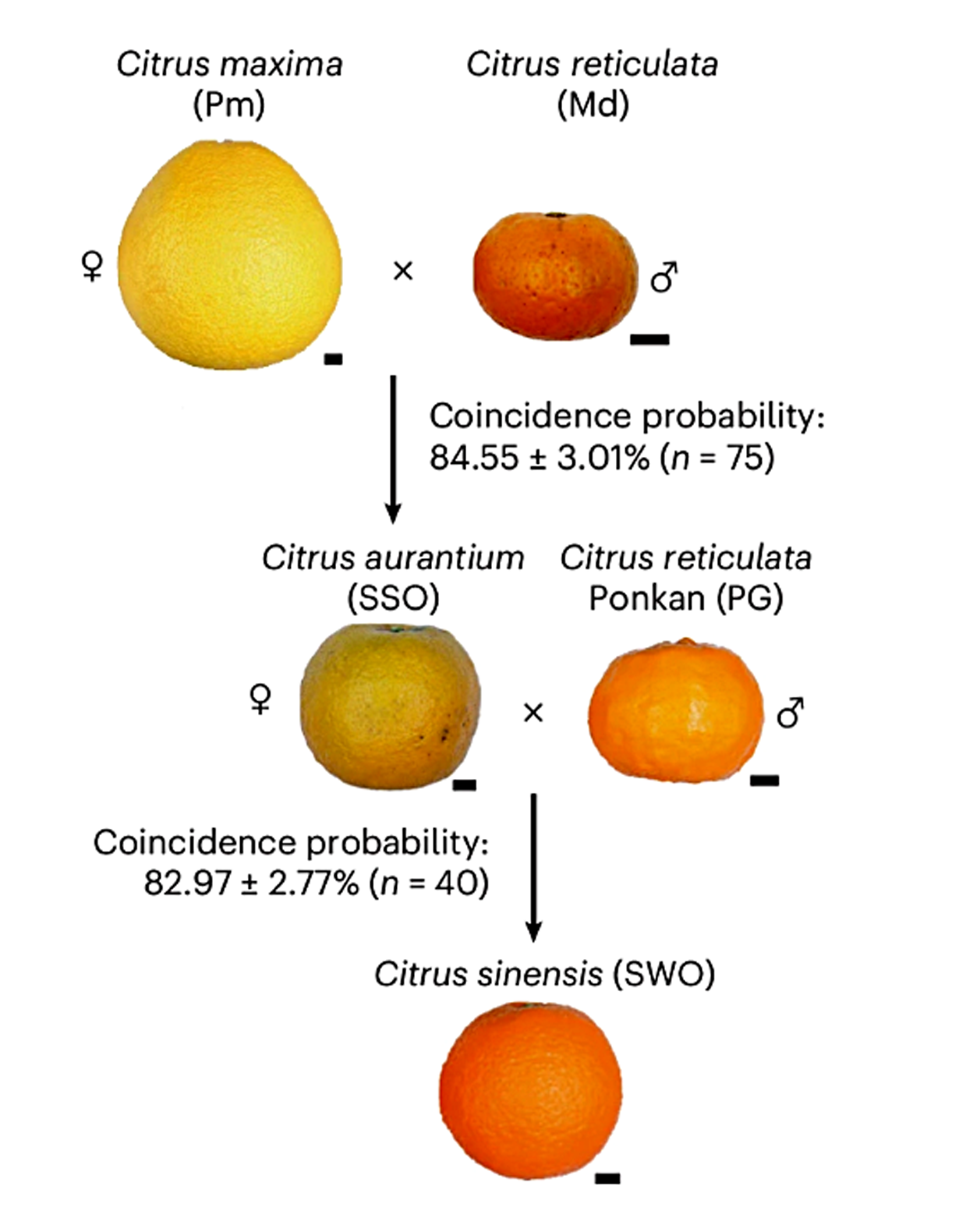
Phylogénie de l'orange douce : hybride de bigaradier polinisateur et de mandarinier Ponkan. L'importante introgression de pamplemoussier est transmise par le bigaradier.

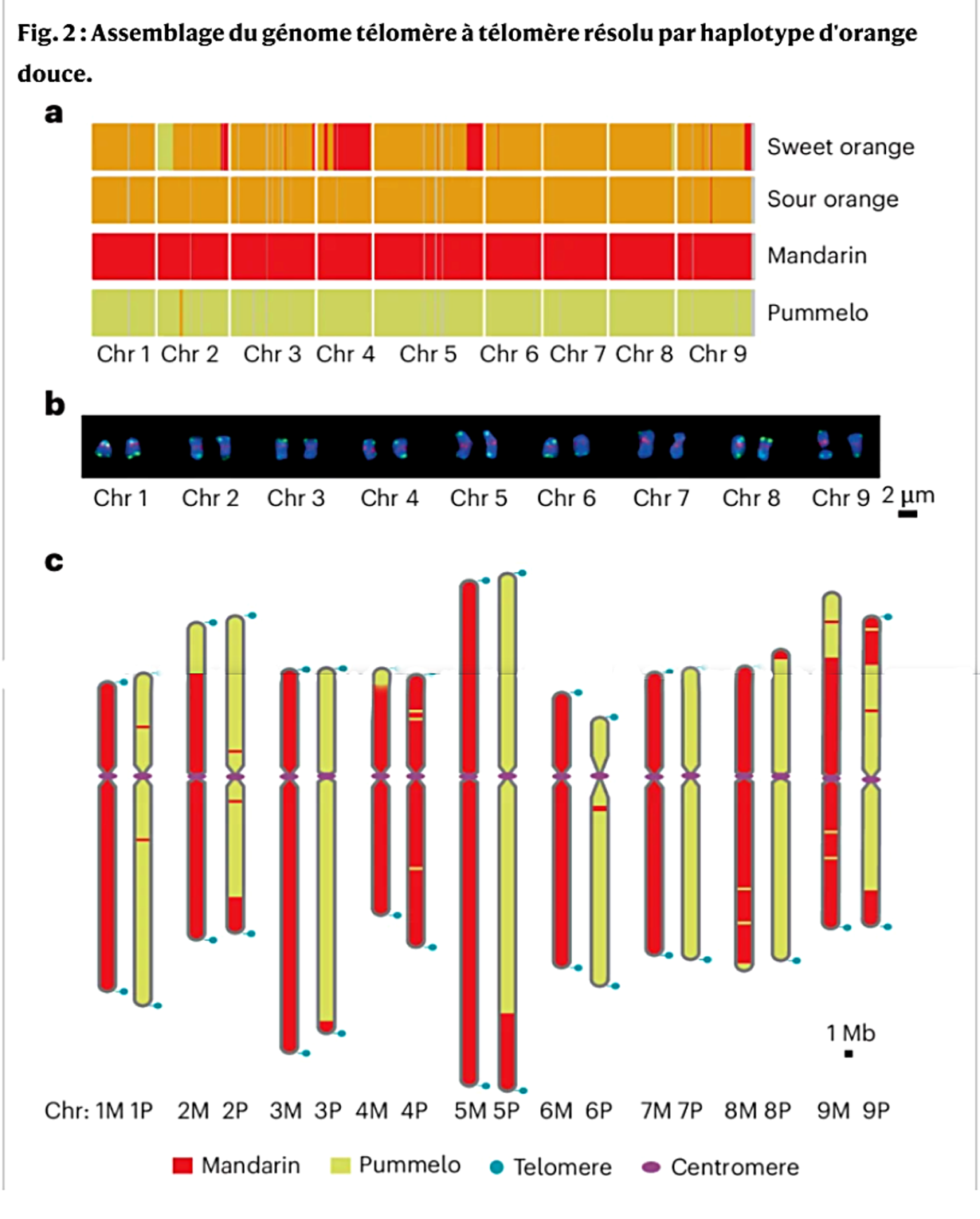
Les 9 chromosomes de l'orange douce. En rouge, segment homozygote d'origine mandarine ; en vert jaunâtre, segment homozygote d'origine pamplemousse; en orange, segment hétérozygote d'origine mandarine et pamplemousse ; en gris, région inconnue

L'analyse des génomes chloroplastiques des mêmes populations montre  que l'orange douce est étroitement liée aux bigarades, prouvant qu'une ancienne accession de bigaradier est probablement le parent maternel de l'orange douce tandis que le parent paternel est la mandarine ponkan ou 'jiankan' (similaire).
A partir de ces travaux une hybridation à l'identique avec les agrumes actuellement survivants a permis d'obtenir une population très diversifiée de 215 hybrides dont 3 résistants au chancre bactérien. Les gènes codant de ces 3 obtentions pour des enzymes impliquées dans la biosynthèse de la coumarine et des flavonoïdes étaient régulés à la hausse. Les auteurs pensent que l'études des très nombreux métabolites de ces oranges douces nouvelles permettrons de développer des produits phytosanitaires naturels.

## Économie

### Production

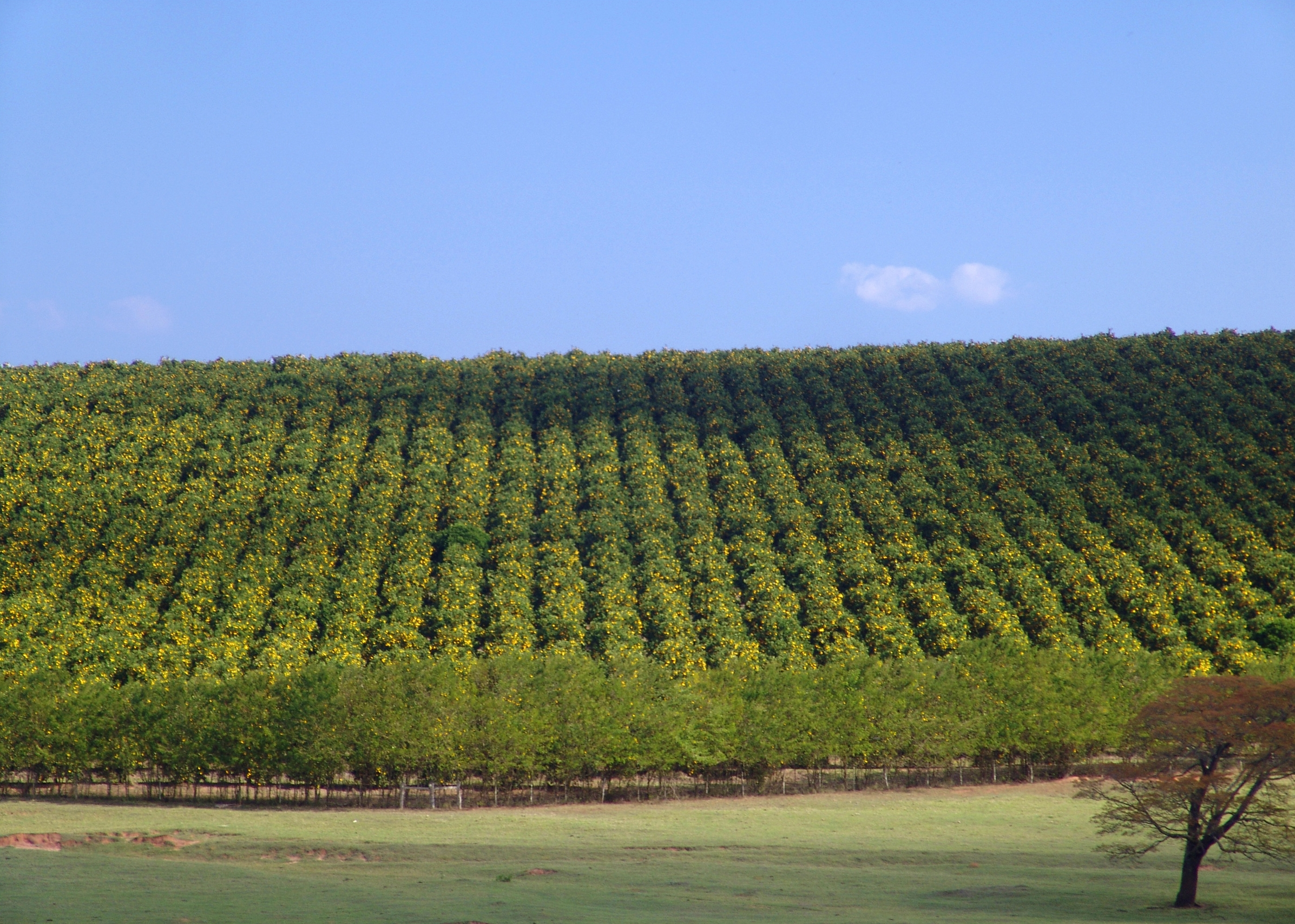
Culture d'orangers au Brésil.

L'industrie de l'orange représente un chiffre d'affaires mondial de l'ordre de deux milliards de dollars américains, les premiers pays producteurs étant le Brésil et les États-Unis (principalement la Floride).
Pour consommer ce fruit tous les mois de l'année, des orangers dits « de contre-saison » sont cultivés. Cette production en zone tempérée chaude réduit l'extension des surfaces de production dans l'hémisphère Sud. Le Chili, l'Uruguay, l'Afrique du Sud et la Nouvelle-Zélande s'imposent. Les ventes estivales sont caractérisées par l'étroitesse de l'offre.
L'exemple de l'Uruguay est ici précisé. Lors de l'indépendance algérienne, des agriculteurs français producteurs d'oranges, décident d'émigrer en Uruguay pour y implanter des cultures fruitières. Après une installation déstabilisante, les cultivateurs francophones découvrent un marché local difficile. Les exportations lointaines sont un impératif, mais nécessitent une organisation rigoureuse de toute la filière : calibrage, conditionnement, équipements, moyens de transport routiers et maritimes. En 1972, des aides économiques insérées dans le plan Citrico commun au pays voisins de l'estuaire de la Plata, Uruguay et Argentine, posent les jalons jusqu'en 1992.
Nueva Palmica en Uruguay produit des oranges, Campana en Argentine produit des citrons. Les deux villes deviennent des pôles de récolte et d'exportation d'agrumes : des usines lavent, calibrent et trient la récolte. Celle-ci est chargée dans des camions réfrigérés qui transportent les fruits aux navires frigorifiques sur palettes et en cartons. Les plates-formes de distribution traitent avec les enseignes de grande distribution. Les rebuts du tri et du calibrage sont utilisés pour des desserts et des salades de fruits.
| Production en 2019 Données de FAOSTAT (FAO) |                                    |               |
| Pays                                        | Production (en milliers de tonnes) | Part mondiale |
| Brésil                                      | 17 074                             | 22 %          |
| Chine                                       | 10 436                             | 13 %          |
| Inde                                        | 9 509                              | 12 %          |
| États-Unis                                  | 4 833                              | 6 %           |
| Mexique                                     | 4 737                              | 6 %           |
| Espagne                                     | 3 227                              | 4 %           |
| Égypte                                      | 3 197                              | 4 %           |
| Indonésie                                   | 2 563                              | 3 %           |
| Iran                                        | 2 309                              | 3 %           |
| Turquie                                     | 1 700                              | 2 %           |
| Afrique du Sud                              | 1 686                              | 2 %           |
| Italie                                      | 1 650                              | 2 %           |
| Pakistan                                    | 1 615                              | 2 %           |
| Algérie                                     | 1 200                              | 2 %           |
| Maroc                                       | 1 182                              | 2 %           |
| Autres pays                                 | 11 782                             | 15 %          |
| Monde                                       | 73 079                             | 100 %         |

| Production en 2013 Données de FAOSTAT (FAO) |                                    |               |
| Pays                                        | Production (en milliers de tonnes) | Part mondiale |
| Brésil                                      | 17 550                             | 24 %          |
| États-Unis                                  | 7 501                              | 10 %          |
| Chine                                       | 7 306                              | 10 %          |
| Inde                                        | 6 426                              | 9 %           |
| Mexique                                     | 4 410                              | 6 %           |
| Espagne                                     | 3 394                              | 5 %           |
| Égypte                                      | 2 855                              | 4 %           |
| Iran                                        | 2 547                              | 3 %           |
| Afrique du Sud                              | 1 811                              | 2 %           |
| Turquie                                     | 1 781                              | 2 %           |
| Italie                                      | 1 701                              | 2 %           |
| Indonésie                                   | 1 655                              | 2 %           |
| Pakistan                                    | 1 401                              | 2 %           |
| Algérie                                     | 891                                | 1 %           |
| Grèce                                       | 876                                | 1 %           |
| Autres pays                                 | 10 975                             | 15 %          |
| Monde                                       | 73 079                             | 100 %         |

Les pays de l'Union européenne ont produit 6,5 millions de tonnes d'oranges en 2018.

### Consommation

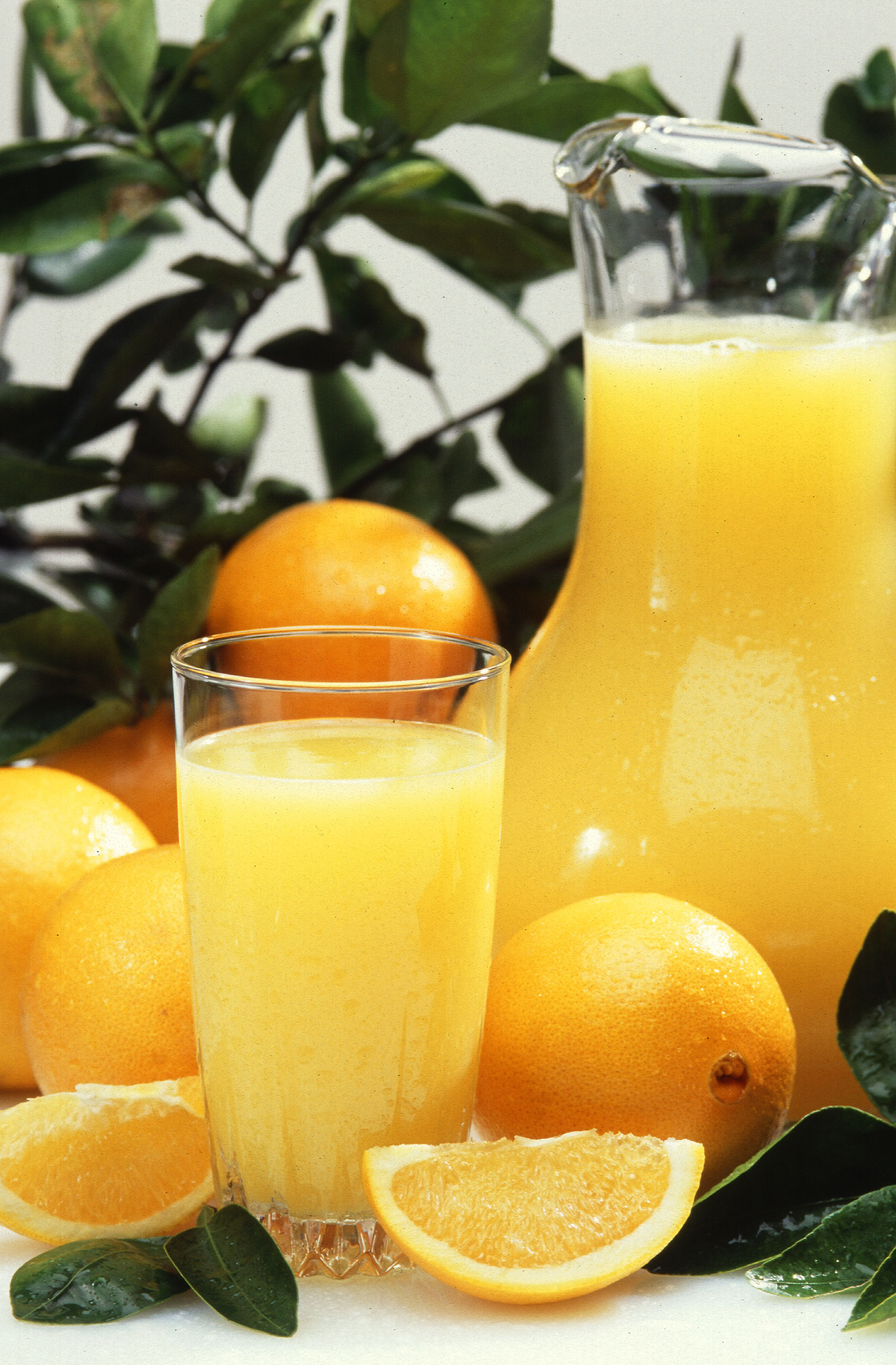
Oranges et jus d'orange.

Surtout dans la première moitié du XXe siècle, l'orange de Noël, dans les foyers modestes, ouvriers et paysans, désigne un précieux cadeau de Noël, une simple orange éclatante de couleur au cœur de l’hiver, belle pour sa forme, son odeur. Des écrivains comme Alphonse Daudet, Jean Guéhenno, Michel Peyramaure, l’ont évoquée dans leurs œuvres.
La pomme est le premier fruit consommé en France (part de marché en 2010 : 22,6 %) devant l'orange (12,3 %) et la banane (12,2 %).

## Utilisations

### Alimentation
Le fruit est consommé frais, mais il est aussi utilisé dans d'innombrables recettes comme le jus d'orange (54 % du marché des jus de fruits), les confitures, les pâtisseries, les peaux d'orange confites, certains alcools, ou le canard à l'orange…

### Informations nutritionnelles
| Orange crue (valeur nutritive pour 100 g) | Orange crue (valeur nutritive pour 100 g) | Orange crue (valeur nutritive pour 100 g) | Orange crue (valeur nutritive pour 100 g) |
| ----------------------------------------- | ----------------------------------------- | ----------------------------------------- | ----------------------------------------- |
| eau : 86,75 g                             | cendres totales : 0,44 g                  | fibres : 2,4 g                            | valeur énergétique : 47 kcal              |
| glucides : 11,75 g                        | sucres simples : 9,35 g                   | protéines : 940 mg                        | lipides : 120 mg                          |
| oligo-éléments                            |                                           |                                           |                                           |
| potassium : 181 mg                        | calcium : 40 mg                           | phosphore : 14 mg                         | magnésium : 10 mg                         |
| fer : 100 µg                              | zinc : 70 µg                              | cuivre : 45 µg                            | sodium : 0 mg                             |
| vitamines                                 |                                           |                                           |                                           |
| vitamine C : 53,2 mg                      | vitamine B1 : 87 µg                       | vitamine B2 : 40 µg                       | vitamine B3 : 282 µg                      |
| vitamine B5 : 250 µg                      | vitamine B6 : 60 µg                       | vitamine B9 : 0 µg                        | vitamine B12 : 0 µg                       |
| vitamine A : 225 UI                       | rétinol : 0 µg                            | vitamine E : 0,18 µg                      | vitamine K : 0 µg                         |
| acides gras                               |                                           |                                           |                                           |
| saturés : 15 mg                           | mono-insaturés : 23 mg                    | poly-insaturés : 25 mg                    | cholestérol : 0 mg                        |

Les zestes, confitures ou marmelades faits avec des écorces d'oranges traitées avec des produits phytosanitaires peuvent contenir des quantités significatives de résidus de pesticides. Les écorces attaquées par des champignons ou moisissures (moisissure bleue notamment) peuvent également contenir des mycotoxines.

### Propriétés
La peau de l'orange est composée de deux couches, une couche extérieure colorée orange nommée l'épicarpe ou le zeste, qui contient de nombreuses glandes à essences, et une deuxième couche distincte blanchâtre et spongieuse, l'albédo ou mésocarpe.
Les peaux d'oranges, mais aussi des autres agrumes (citrons, pamplemousses, etc.), libèrent communément par pression ou par grattage des molécules de furocoumarines. Un contact prolongé ou un frottement avec la peau couplé à une exposition au soleil peut provoquer des rougeurs irritantes et des démangeaisons désagréables, il s'agit de brûlures (« coups de soleil ») favorisées par les furocoumarines qui sont photosensibilisantes pour la peau, et non d'une allergie. Ce sont ces mêmes gammes de molécules à base « coumarine » qui expliquent l'odeur des essences d'oranges et leurs implications relaxantes. Une étude chez l'homme a montré l'effet anxiolytique de l'odeur de l'essence d'orange diffusée dans l'atmosphère.

### Pomme d'ambre

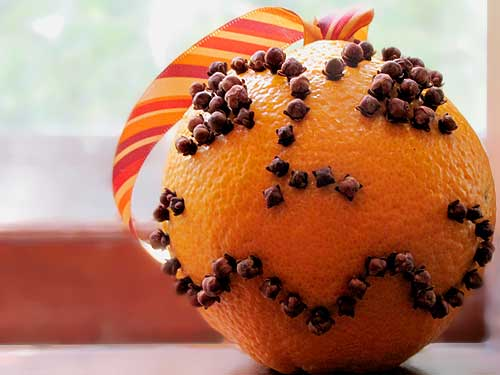
Une « pomme d'ambre » : orange plantée de clous de girofle.

L'orange, ou autre agrume, piquée de clous de girofle et enrobée de poudre d'épices est la version végétale du bijou en métal précieux ciselé contenant l'ambre gris, la civette ou le musc et nommé « pomme de senteur » « pomme d'ambre », pomander, pomandre ou pommandre. Portée sur soi dans un sachet suspendu au cou, elle était, au Moyen Âge, censée protéger de l'infection. En ameublement, elle sert aujourd'hui à parfumer et décorer la maison ou, placée dans les armoires, à protéger le linge contre les mites[réf. nécessaire].

## Calendrier républicain
Le nom de l'orange fut attribué au 24e jour du mois de brumaire du calendrier républicain ou révolutionnaire français, généralement chaque 14 novembre du grégorien.

## Huile essentielle

### Fruit

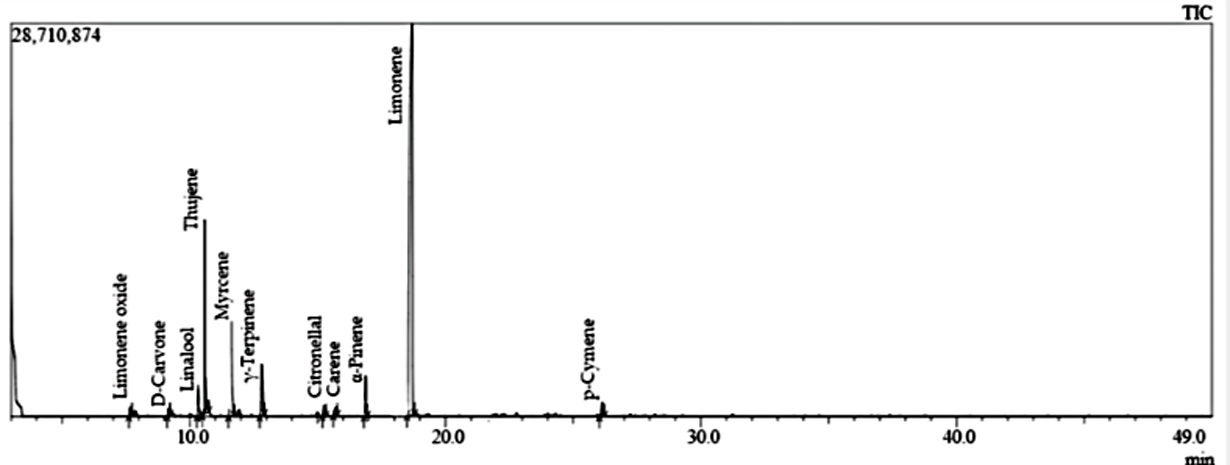
Chromatogramme de l'huile essentielle d'orange douce de Kenitra (2024)

L'HE du fruit est quasi exclusivement un sous produit des industries du jus, elle est obtenue par centrifugation et parfois par hydro-distilation et plus rarement par l'extraction assistée micro-ondes sans solvant (SFME). Les principaux composés sont le limonène (98 %), le β-myrcène (1 %) l'α-pinène (0,5 %), M. Sawamura signale l'abondance d'octanal. Les mesure marocaines donnent (2024) D-limonène 70 %, thuyène (10,5 %), du myrcène (5,5 %) et de l'α-pinène (2,8 %). 
L'huile essentielle d'orange produite par SFME contient un peu de sabinène (0,07 %) et de β-pinène (0,003 %). Sawamura donne un rendement de 0.18% et 0.26 avec assistance ultrason. Vincent Ferrer et al. ont montré que le stade de développement du fruit et le cultivar influencent la composition. 
Les effets anti-inflammatoires, antioxydants et cytotoxiques liés à la richesse en limonène de l'huile essentielle d'orange peuvent contribuer à répondre à des problèmes de santé critiques (maladies chroniques, les troubles cutanés).  

### Ecorce, feuille et fleurs
L'écorces de l'oranger doux a une teneur en huile élevée (1,75-2,25 %) comparé à la feuille (0,75-0,78 %) et aux fleurs (0,20-0,25 %). Ces huiles essentielle contiennent environ 60 composés, dont des terpénoïdes, des sesquiterpénoïdes et des terpénoïdes oxygénés. Le sabinène est dominant dans la fleur (38,05-39,89 %) et la feuille (32,30-36,91 %). L'écorce contient plus de 90 % de limonène. Ces mesures proviennent des travaux népalais (2024) sur des orangers du Sindhuli avec communication des compositions détaillées.
L'HE d'écorce est larvicide (limonène).

#### Bases de données et dictionnaires
- Notice dans un dictionnaire ou une encyclopédie généraliste :   - Britannica
- Notices d'autorité :   - BnF (données)
  - LCCN
  - GND
  - Espagne
  - Israël
  - Tchéquie